# Beatrix Niemeyer-Jensen
Beatrix Niemeyer-Jensen, auch Beatrix Niemeyer (* 1957 in Bad Homburg v.d. Höhe), ist eine deutsche Erziehungswissenschaftlerin mit den Arbeitsschwerpunkten Benachteiligtenförderung, Lernen über die Lebenszeit und Europa als Bildungsraum.

## Leben und Beruf
Beatrix Niemeyer-Jensen, geborene Niemeyer, studierte Sozialarbeit an der Fachhochschule Frankfurt/M. sowie Pädagogik und Soziologie an der Johann Wolfgang Goethe-Universität in Frankfurt am Main.
Nach dem Abschluss als Diplom-Sozialarbeiterin arbeitete sie als Bildungsreferentin in der außerschulischen Jugendbildung und Jugendverbandsarbeit. Ihr Arbeitsschwerpunkt war der internationale Jugendaustausch.
Beatrix Niemeyer-Jensen schrieb ihre Dissertation an der Johann-Wolfgang-Goethe-Universität Frankfurt/M. und promovierte 1994 zum Dr. phil. mit der Arbeit Von der gelehrten zur gebildeten Frau. Sie ist verheiratet mit dem SPD-Politiker Jens Peter Jensen. Von 1999 bis 2010 arbeitete sie als wissenschaftliche Mitarbeiterin am Berufsbildungsinstitut Arbeit und Technik der Universität Flensburg, wo sie den Arbeitsbereich Benachteiligtenförderung aufbaute.
2008 wurde sie an der Europa-Universität Flensburg mit der venia legendi „Erziehungswissenschaft mit dem Schwerpunkt Berufliche Bildung“ habilitiert.
2008 bis 2009 vertrat sie den Lehrstuhl für Rehabilitationspädagogik an der Otto-von-Guericke-Universität Magdeburg.
Seit 2013 ist sie Professorin für Erwachsenenbildung und Weiterbildung an der Europa-Universität Flensburg. Sie leitet den 2014 etablierten Masterstudiengang „Bildung in Europa – Education in Europe“ und lehrt und forscht zu Übergängen zwischen Bildung und Erwerbsleben im Lebenslauf und zum Zusammenhang von Bildung und Globalisierung.

## Leistungen
Beatrix Niemeyer-Jensen  ist Mitherausgeberin internationaler Zeitschriften zur Berufsbildung. Mehrfach wurde sie von der Europäischen Kommission zur Gutachterin berufen.
Sie ist Mitglied in der Deutschen Gesellschaft für Erziehungswissenschaft und in der European Society for Research on the Education of Adults.

## Schriften (Auswahl)
- Von der gelehrten zur gebildeten Frau. Philosophische Dissertation Frankfurt am Main 1994.
- Das Miteinander Fördern.
- Ausschluß oder Ausgrenzung? Frauen im Umkreis der Universitäten im 18. Jahrhundert. In: Elke Kleinau, Claudia Opitz (Hrsg.): Geschichte der Mädchen- und Frauenbildung. Frankfurt am Main 1996, S. 275–294.